# Courtney A. Kemp
Courtney A. Kemp (4 de mayo de 1977) es una productora y guionista de televisión estadounidense, creadora de la serie de televisión Power de 2014 para Starz. Ha participado como guionista en series como The Good Wife y Beauty & the Beast.

## Primeros años y educación
Kemp creció en Westport, Connecticut, y comenzó a leer libros de texto universitarios a la edad de ocho años. A la edad de 10 años empezó a leer obras de teatro de William Shakespeare, y finalmente se le ocurrieron sus propias historias. En 1994, se graduó de la Escuela Secundaria Staples (Connecticut) y recibió su licenciatura de la Universidad de Brown y su maestría en Literatura Inglesa de la Universidad de Columbia.

## Carrera
Kemp tenía un plan inicial para convertirse en profesora de literatura con su título, pero eso no se ajustaba a sus necesidades. Quería una carrera más colaborativa. Consiguió una entrevista en Vogue, para convertirse en asistente, pero no consiguió el trabajo. Entonces se esforzó por conseguir un trabajo para Entertainment Weekly y se preguntaba por qué eso no sería posible. Kemp consiguió un puesto en la revista Mademoiselle y trabajó en GQ durante tres años. Luego dejó la industria y empezó a escribir para el catálogo de J.Crew. El trabajo de Kemp en GQ le dio muchas buenas oportunidades, especialmente recibiendo ofertas de varios productores de TV pidiéndole que adaptara una de sus piezas, sobre citas interraciales, en una serie. Eso nunca se materializó, pero aun así esto le hizo querer empezar a producir para la pequeña pantalla.
A la edad de 26 años, Kemp dejó Westport y se fue a Los Ángeles, California para seguir persiguiendo su sueño como guionista para la televisión. Allí obtuvo su gran oportunidad al convertirse en escritora de la entonces exitosa serie Fox The Bernie Mac Show. Luego comenzó a escribir para otras series de televisión como Eli Stone, Justicia y Beauty & the Beast (un remake de 2012 de la serie de televisión de 1987 del mismo nombre) antes de que eventualmente se hiciera cada vez más conocida por su escritura de episodios para la serie de drama político de CBS The Good Wife.
Su idea de lo que sería la primera serie que vendió y lanzó, Power, surgió cuando conoció al rapero Curtis «50 Cent» Jackson y al productor ejecutivo Mark Canton en una cafetería de Los Ángeles. Ella pensó en el concepto de un tipo destinado a dejar atrás su vida de traficante de drogas para convertirse en un exitoso dueño de club y hombre de negocios, y pronto escribió el guion con 50 Cent y Canton a su lado, ambos sirviendo como productores ejecutivos. La serie fue ordenada por Starz el 17 de junio de 2013, con una primera temporada de ocho episodios que se emitiría al año siguiente. 
En junio de 2015, Kemp firmó un acuerdo general con Starz para la tercera temporada de Power. Su serie es una de las series originales más vistas en Starz, con 3,62 millones de espectadores.

## Vida personal
Kemp perdió a su padre, Herbert Kemp Jr., en 2011. El primer episodio de Power fue dedicado a su memoria y fue la inspiración detrás del personaje principal James «Ghost» St. Patrick.
Courtney y su familia vivían en Westport, Connecticut donde eran una de las pocas familias negras que residían en la ciudad en ese momento y sufrían acoso racial.
Kemp se describe a sí misma como una voraz lectora en su juventud con interés en la política. Cuando era joven, aprendió Yidis.
Tiene una hija llamada Charlie. Su exesposo, un Vicepresidente Senior de Asuntos Comerciales de Paramount Pictures llamado Brian Mawuli Agboh, pidió el divorcio en 2016.